# خاله‌بازه
خاله‌بازه، روستایی از توابع بخش مرکزی شهرستان دیواندره در استان کردستان ایران است.

## جمعیت
این روستا در دهستان چهل چشمه قرار دارد و براساس سرشماری مرکز آمار ایران در سال ۱۳۸۵، جمعیت آن ۲۶۱ نفر (۴۲خانوار) بوده‌است.